# دايفيد شفارتز
دايفيد شفارتز (بالألمانية: David Schwarz)‏ (و. 1850 – 1897 م) هو مخترع، ومهندس، وقائد منطاد ‏ نمساوي مجري، ولد في كيزتيلي، توفي في فيينا، عن عمر يناهز 47 عاماً، بسبب قصور القلب.